# 沂沭泗河水系
沂沭泗河水系是一个多数支干流位于中国山东省与江苏省的三条主要河流：沂河、沭河与泗河的总称。这三条河流均发源于山东省的沂蒙山区并从江苏省入黄海。是淮河流域的一个主要水系。